# Дворац Фонтенбло
Дворац Фонтенбло (фр. Château de Fontainebleau) се налази у истоименом месту у оквиру париске агломерације, у Француској. Име (фр. Château de Fontainebleau) је изведено из fontaine belle eau, извор лепе воде. Налази се у парку Фонтенбло који је служио као краљевско ловиште. Од 1981. налази се на УНЕСКО листи Светске баштине.
То је ренесансни краљевски дворац Франсоа I Француског, започет 1528. године и непрестано дограђиван наредних 200 година. У дворцу су живели многи француски краљеви, од Франсоа I до Наполеона III. Ту су рођени краљеви Филип IV Лепи, Анри III и Луј XIII, док је Филип ту и преминуо. Кристина од Шведске је годинама живела у Фонтенблоу после своје абдикације 1654. Папа Пије VII је две године овде живео у заробљеништву (1812—1814).

## Историја
Краљ Франсоа I желео је да створи грађевину у стилу ренесансе. У том циљу срушио је постојећи средњовековни дворац, изузев куле и једног дела на северу. Објавио је позив италијанским уметницима да пројектују и декоришу нову палату у парку који је краљу био омиљен за лов. Радовима су руководиле многе архитекте: Флоримон де Шампеверн (1528—1531), Пјер Пол (1528—1535), Саломон дез Ербен (од 1543). Није могуће поуздано утврдити све оне који су дали допринос изградњи. Најважније грађевине око „Овалног дворишта“ пројектовао је Жил ле Бретон. Краљ је желео да дворац постане галерија ренесансне уметности. Сакупљао је уметнине из Италије, античке и савремене, наручивао дела на митолошке теме, у Француску је донео гипсане отиске античких скулптура које су рекреиране у бронзи (Лаокон, Аполон Белведере). Галерију Франсоа I фрескама је украсио Росо Фјорентино. 
Син и наследник краља Франсоа, Анри II, комплетирао је палату изградњом дворске капеле и сале за балове. Он је поставио Филипа Делорма за новог управника радова, који је на том положају био до 1559. У овом периоду главни декоратери су били Николо дел Абате и Франческо Приматичо.
Анри IV је проширио палату канцеларијама државних службеника, као и затвореним тениским игралиштем. Тада је у палати могло да живи око 1000 људи. Декорацију у ово доба су радили париски уметници инспирисани фламанском уметношћу познати као друга фонтенблоовска школа. Луј XIV је волео да долази у Фонтенбло где је саградио театар. Дана 18. октобра 1685. у овом дворцу је потписао Едикт из Фонтенблоа којим је опозван Нантски едикт и забрањен протестантизам у Француској.
У доба Француске револуције намештај из палате је распродат. Палата је служила као касарна и затвор. Наполеон I је од 1805. вратио значај овој палати која је постала центар политичког и културног живота. У Фонтенблоу је потписао своју абдикацију 1814.

## Уметнички значај
Дворац Фонтенбло је први пример италијанске маниристичке декоративне уметности и вештине уређења паркова, које су прилагођене по француском укусу. Француски маниризам 16. века је отуда добио име „фонтенблоовски стил“, који је у сликарству дао прву фонтенблоовску школу. Најранији пример овог стила је галерија Франсоа I (грађена између 1533. и 1540). Стил је комбиновао скулптуру, обраду метала, сликарство, штуко декорацију и дрводељство. У хортикултури је увео геометријско уређење паркова. Унутрашња декорација је комбиновала алегоријске слике у раскошним гипасаним оквирима комбинованим са арабескама и гротескама. Представе женских фигура имају карактеристичне мале дотеране главе на дугом врату, издужена торза и удове, и мале високо постављене груди. Својим изгледом оне подсећају на приказе лепотица у касној Готици. Стил развијен у Фонтенблоу се проширио по северним земљама, а посебно је постао популаран у Антверпену, Немачкој и Лондону.

## Галерија
- Престона дворана
- Црвени салон
- Будоар Марије Антоанете
- Вртови
- Салон ваза
- Библиотека
- Балска дворана
- Галерија Франсоа I